# Större tallvivel
Större tallvivel (Pissodes pini) är en skalbaggsart som först beskrevs av Carl von Linné 1758.  Större tallvivel ingår i släktet Pissodes, och familjen vivlar. Arten är reproducerande i Sverige.